# Al-Rabahi
Muḥammad ben Yaḥyà al-Rabāḥī fue un gramático y poeta andalusí del siglo X.

## Infancia
Aunque era originario de Yayyan (la moderna Jaén) donde vivió su abuelo Al-Dajil Abū l-‘Uya que era dueño de una fahs, pasó su infancia en Córdoba. Más tarde se trasladó con su familia a vivir a Calatrava la Vieja, qalat al-Rabah, de donde proviene la nisba por la que es conocido.

## Estudios y vida posterior
Estudió en Córdoba y después viajó por La Meca, Basora y Egipto. Al volver a Córdoba se dedicó a la enseñanza de todos los conocimientos que trajo de su viaje. Escribió también varias obras de poesía. Murió durante el ramadán del año 968.